# Kostel svatého Martina (Nebelschütz)
Kostel svatého Martina (hornolužickosrbsky Cyrkej swjateho Měrćina, německy  Kirche Sankt Martin) je římskokatolický farní kostel v hornolužické obci Nebelschütz (Njebjelčicy), vzdálené přibližně 20 km severozápadně od okresního města Budyšín. Stojí na žulovém vrchu v severovýchodní části vsi, severně od hlavní silnice. První chrám je zmiňován v 15. století, současná barokní stavba pochází z let 1741–1743.

## Historie
První dřevěný kostel stál spolu se hřbitovem uprostřed vsi již od středověku. Přesné datum založení není známé, prvně je doložen v 15. století, kdy podléhal nedalekému klášteru Marienstern. Díky tomu zůstal i po reformaci katolický. Tento skromný svatostánek podlehl roku 1739 velkému požáru. Nový barokní kostel, zasvěcený svatému Martinu, byl v letech 1741–1743 postaven u cesty do Wendischbaselitz. Plány pro stavbu připravil italský architekt a drážďanský dvorní stavební mistr Gaetano Chiaveri (1689–1770). Potřebné finance na výstavbu získala farnost pravděpodobně z pozůstalosti saského místodržitele Antona Egona knížete z Fürstenbergu (1656–1716), který před svou smrtí roku 1716 odkázal Budyšínskému děkanátu peníze na stavbu katolického kostela. Stavebních prací se ujal český mistr, kterým byl s největší pravděpodobností lipovský Zacharias Hoffmann (1678–1754). Kostel se dochoval do současnosti v téměř původní podobě, jedinou výraznější změnou byla úprava střechy na věži roku 1830. Při poslední velké rekonstrukci v roce 1993 prošla kompletní opravou zchátralá věž a nově byla přeložena střecha.
Mše svaté slouží místní farář v úterý pro seniory, ve středu pro děti, dále v pátek, v sobotu a v neděli. Kromě dvou německých mší druhou a čtvrtou sobotu v měsíci jsou všechny bohoslužby vedeny v hornolužické srbštině. Roku 2015 čítala nebelschützská farnost 784 hornolužickosrbsky hovořících katolíků.

## Popis
Orientovaný jednolodní kostel stojí na neobvyklém obdélném půdorysu s půlkruhovými zakončeními na obou kratších stěnách. Západní průčelí doplňuje vysoká hranolová věž, na protilehlý presbytář navazuje sakristie. Původně trojposchoďová koruna věže, podobná věži budyšínské radnice, byla roku 1830 snesena a nahrazena lucernou. Fasáda je červená, zdobená bílými pilastry, lizénovými rámci a římsami. Okna ve spodní části kostelní lodi jsou obdélná s odsazeným záklenkem, menší okna v horní řadě zakončuje segmentový oblouk.
Barokní hlavní oltář s retáblem je 16 m vysoký a 5,5 m široký, čistě bílý. Oltářní obraz zobrazuje Nanebevzetí Panny Marie, nad ním je menší vyobrazení svatého Martina, po stranách pak svatá Kateřina a svatá Markéta. Dřevěnou kazatelnu zdobí postavy evangelistů. Dřevěný jižní oltář, zasvěcený patronovi kostela, je 8,5 m vysoký a téměř 4 m široký. Pochází původně z hainberského kostela v Cáchách, odkud jej odkoupil farář Jurij Gustav Kubaš (ve službě 1890–1918) a roku 1892 jej umístil do Nebelschütz. Obraz světce, předávajícího plášť žebrákovi, darovala roku 1899 saská princezna Matylda (1863–1933). Severní oltář je rovněž dřevěný a bílý, částečně pozlacený, vysoký 6 m a široký 270 cm. Zasvěcen je Panně Marii, která je také na oltáři vyobrazena. Další malby představují Ježíše Krista s Křížem, Boha Otce, na bocích pak svatého Jana Křtitele a svatou Markétu. Na několika místech v kostele je umístěn znak kláštera Marienstern s písmeny C. S. A. M. (Cordula Sommer Abbatissa Mariastellensis), vztahujícími se k abatyši Cordule Sommerové (ve funkci 1710–1746).
Do roku 1917 vyzváněly ve věži dva zvony, zrekvírované během první světové války. Roku 1923 je nahradily tři nové (Marie, Martin a Josef), ty ovšem padly za oběť druhé světové válce. V roce 1964 získal kostel čtyři nové zvony z durynské Apoldy.

## Farnost
Do nebelschützské farnosti svatého Martina patří tři z pěti místních částí obce, a to Nebelschütz (Njebjelčicy), Piskowitz (Pěskecy) a Wendischbaselitz (Serbske Pazlicy). Vsi Dürrwicknitz (Wěteńca) a Miltitz (Miłoćicy), které jsou součástí obce Nebelschütz až od roku 1974, jsou farně příslušné ke Crostwitz (Chrósćicy). Kostel svatého Martina je jediným kostelem farnosti. V Piskowitzi stojí moderní kaple, ve které se konají bohoslužby pravidelně ve čtvrtek.

## Galerie

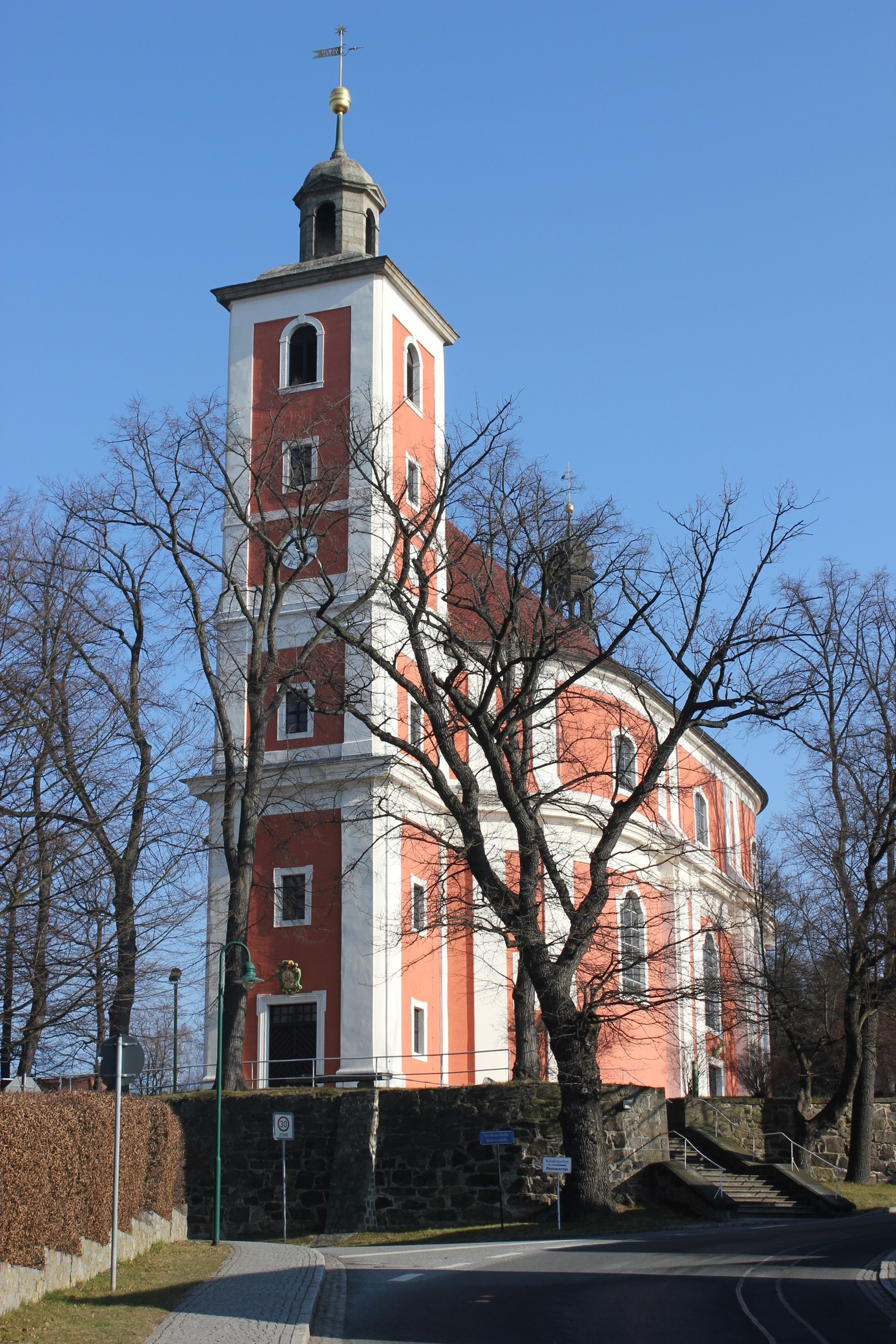
Pohled od vesnice
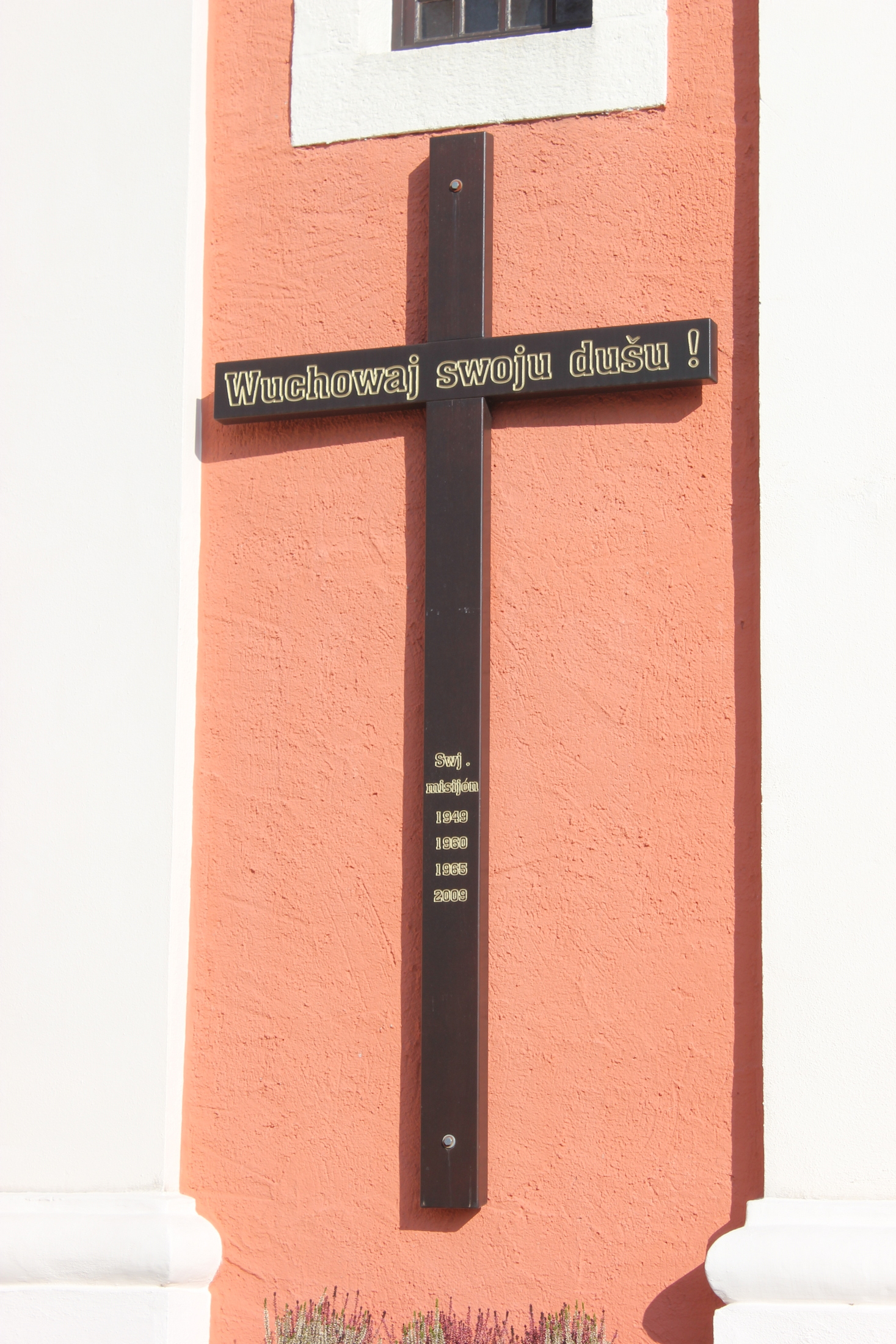
Kříž na stěně kostela
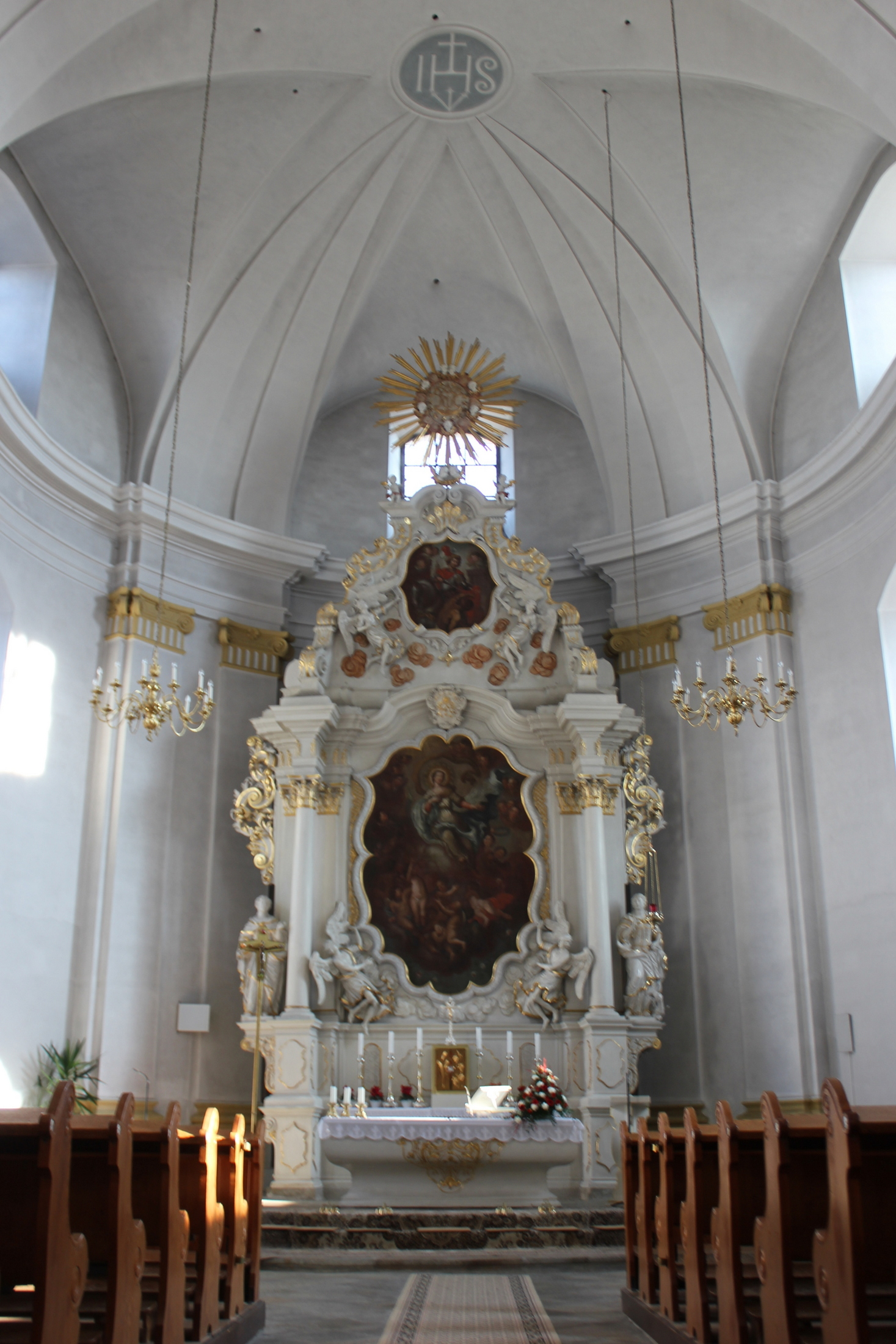
Hlavní oltář
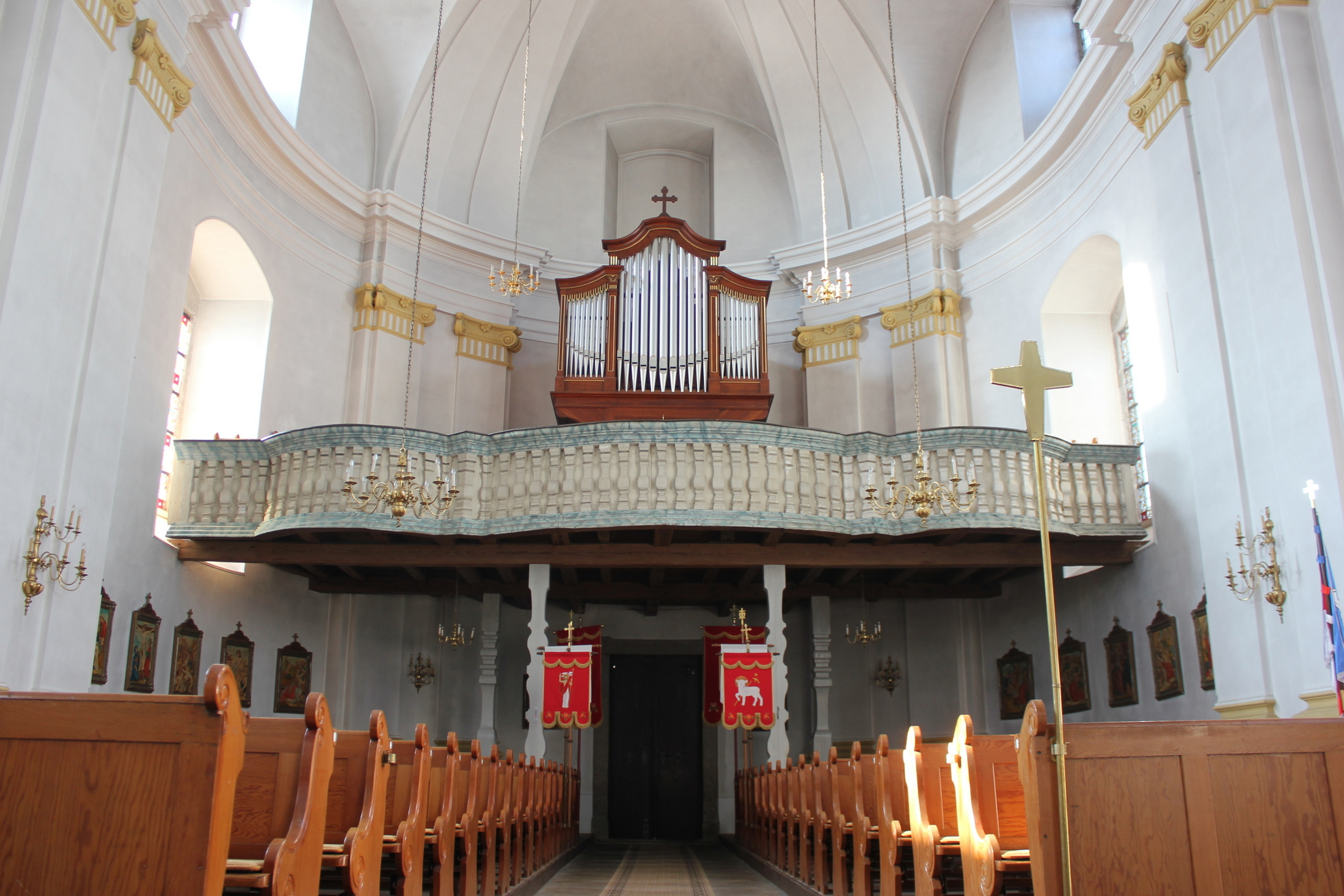
Kůr s varhanami
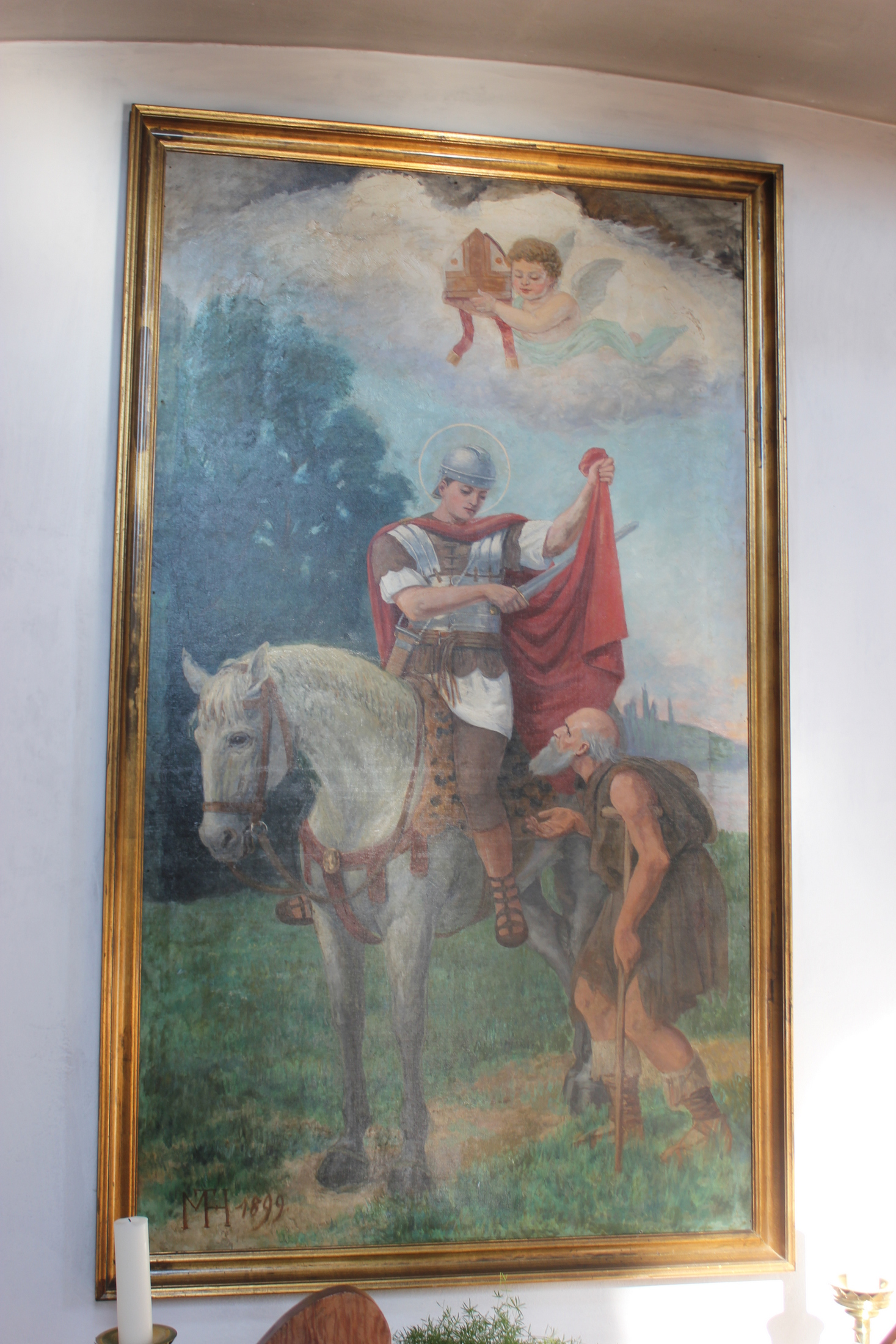
Obraz svatého Martina na jižním oltáři
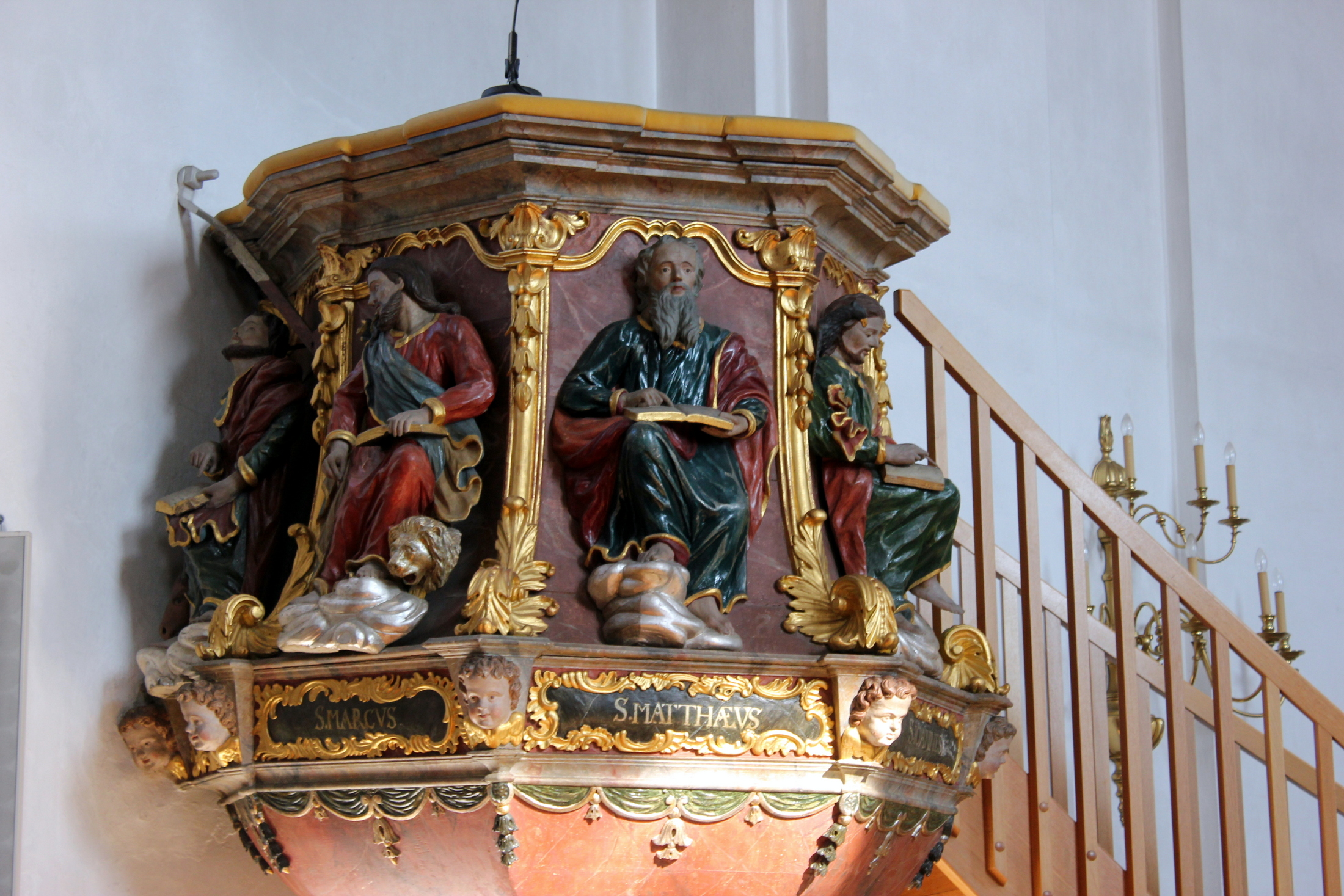
Kazatelna
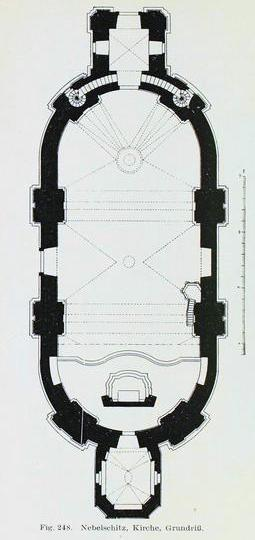
Půdorys
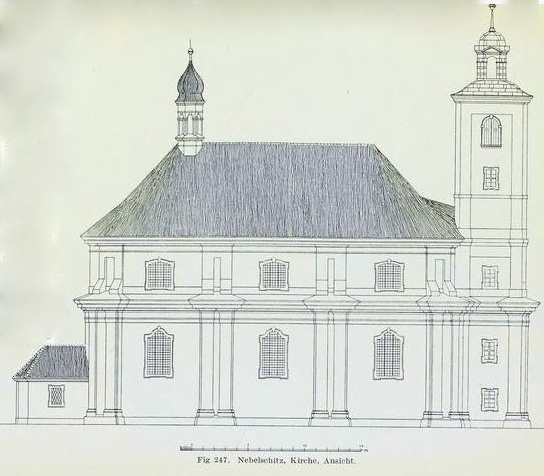
Severní pohled